# Lugalbanda och Anzu-fågeln
Lugalbanda och Anzu-fågeln är del två i berättelsen om Lugalbanda och anses även utgöra den sista och fjärde delen i historien om Enmerkar, kung av Uruks konflikt med landet Aratta. Den första delen av Lugalbandaberättelsen är "Lugalbanda i bergsgrottan".

## Sammanfattning
Berättelsen verkar ta vid i slutet på första berättelsen och börjar med Lugalbanda som vandrar ensam i vildmarken. Under sin vandring hittar han en unge till den gigantiske Anzu-fågeln som beskrivs som en örn med ett lejons huvud. Lugalbanda bestämmer sig för att mata ungen och när Anzu-fågeln återvänder blir den först förtvivlad över att ungen inte svarar på dess rop men när den inser vad som har hänt och att Lugalbanda delat sin mat med ungen blir den väldigt nöjd. Som tack för Lugalbandas vänlighet ger Anzy-fågeln honom förmågan att färdas snabbare än något annat djur och tack vare detta kan Lugalbanda återvända till sina kamrater i Enmerkars arme. När Lugalbanda återvänder till armén är den i färd med att belägra staden Aratta. Enmerkar har dock problem och trots att han belägrat staden i ett år har han ej nått någon framgång. Enmerkar beslutar att han behöver gudinnan Inannas råd då hon tidigare hjälpt honom att beskydda Uruk mot Martufolken genom att uppföra en mur i öknen. Problemet är att Inanna är i Uruk och avståndet dit är stort. Lugalbanda anger sig som frivillig att bege sig till Uruk och be om Inannas hjälp åt Enmerkar och genom den superkraft han fått av Anzu-fågeln lyckas han färdas hela vägen på en dag. Väl i Uruk samtalar han med Inanna och hon berättar för honom att Enmerkar måste avleda det vatten som föder Aratta för att besegra staden, Enmerkar måste sedan efter sin seger riva ned staden sten för sten och återuppbygga den på en ny plats. Om han gör detta kommer staden för alltid att vara hans.